# アレックス・ベルマール
アレックス・ベルマール （Alex Bellemare、1993年3月12日 - ）は、カナダ出身のフリースキーヤー。2015年に開催されたWinter X Games XIXのスロープスタイル種目でつ1つのブロンズメダルを獲得。

## 趣味
ギター・スケート

## スポンサー
ロックスター・Axis Boutique・Dalbello